# Comuna Silistra, Silistra
Silistra (în bulgară Силистра) este o comună în regiunea Silistra, Bulgaria, formată din orașul Silistra și 18 sate. 

## Localități componente

### Orașe
- Silistra

### Sate
| - Aidemir - Babuk - Bogorovo - Bradvari - Bălgarka - Glavan | - Iordanovo - Kalipetrovo - Kazimir - Polkovnik Lambrinovo - Popkralevo - Profesor Ișirkovo | - Smileț - Srațimir - Srebărna - Sărpovo - Vetren - Țenovici |

## Demografie
Componența etnică a comunei Silistra
     Romi (1,74%)
     Turci (12,17%)
     Bulgari (79,21%)
     Nicio identificare (6,3%)
     Altele (0,55%)
La recensământul din 2011, populația comunei Silistra era de 51.386 locuitori. Din punct de vedere etnic, majoritatea locuitorilor (79,21%) erau bulgari, existând și minorități de turci (12,17%) și romi (1,74%). Pentru 6,3% din locuitori nu este cunoscută apartenența etnică.